# Гурского
Гурского (укр. Гурського, до 2016 г. — Кирово) — село, Лукашёвский сельский совет, Запорожский район, Запорожская область, Украина.
Код КОАТУУ — 2322184603. Население по переписи 2001 года составляло 6 человек.

## Географическое положение
Село Гурского находится в 5 км от правого берега реки Днепр, на расстоянии в 1 км от села Привольное и в 2,5 км от села Днепрельстан. Недалеко от села расположен залив Гадючая Балка. К селу примыкает несколько массивов садовых участков.

## История
- 1928 год — дата основания.
- 2016 — Верховная Рада переименовала село Кирово в село Гурского[2].